# آسپارتیک پروتئاز

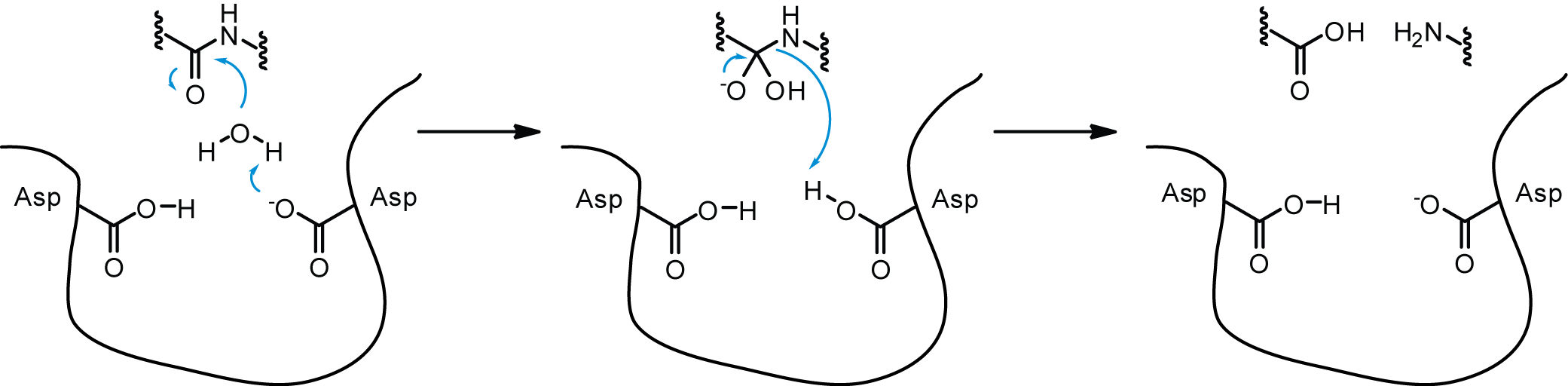
مکانیسم احتمالی تجزیهٔ پپتید توسط آسپارتیل پروتئاز.

آسپارتیک پروتئازها (انگلیسی: Aspartic proteases) گروهی از آنزیم‌های پروتئاز تجزیه‌کننده هستند که با استفاده از یک مولکول آب فعال‌شده و یک ریشه آسپارتات، سوبستراهای پپتیدی خود را تجزیه می‌کنند.
این آنزیم‌ها در جایگاه فعال خود، دو آسپارتات محافظت‌شده دارند و در پی‌اچ اسیدی فعال می‌شوند. تقریباً تمامی آسپارتیل پروتئازهای شناخته شده توسط پپستاتین مهار می‌شوند.
آسپارتیک پروتئاز یوکاریوت‌ها شامل پپسین، کاتپسین و رنین بوده و ۲ دومین پروتئینی دارند.
پروتئاز اچ‌آی‌وی و رتروترانسپوزون کوچک‌تر بوده و هم‌ساختِ یکی از دومین‌های پروتئاز یوکاریوت‌هاست.